# Дагба, Колен
Коле́н Обасанья́ Дагба́ (фр. Colin Obasanya Dagba; род. 9 сентября 1998, Бетюн) — французский футболист бенинского происхождения, защитник клуба «Беерсхот».

## Клубная карьера
Дагба занимался футболом в академиях «Ланса» и «Булони». Со второй командой он перешёл во взрослый футбол. 22 августа 2015 года впервые вышел на поле в поединке против «Марка». Всего в дебютном сезоне провёл 19 матчей. Вызывался в основную команду. 18 марта 2016 года дебютировал за «Булонь» в поединке против «Бастии», проведя на поле весь матч.
Летом 2016 года перешёл во вторую команду «Пари Сен-Жермен». 17 сентября 2016 года дебютировал за неё в поединке против «Бержерака». Всего в сезоне провёл шесть матчей. 3 июля 2017 года подписал трёхлетний контракт с «Пари Сен-Жермен». Сезон 2017/2018 провёл также во второй команде, сыграв 19 встреч, практически всегда появляясь в стартовом составе. Перед сезоном 2018/2019 проводил сборы с основной командой.
4 августа 2018 года дебютировал за неё в поединке Суперкубка Франции против «Монако». Дагба вышел на поле в стартовом составе и провёл весь матч. 12 августа того же года дебютировал в Лиге 1, выйдя в стартовом составе на встречу первого тура против «Кана». Дагба также вышел в старте и также провёл девяносто минут.
6 июля 2022 года он был отправлен в аренду на один сезон без права выкупа в «Страсбур». В этом сезоне ему не удалось закрепиться в качестве основного игрока команды, он выходил на поле в 21 матче, из которых 12 в стартовом составе.
Следующий сезон 2023/2024 Дагба был отдан парижанами в аренду «Осер», который на тот момент выступал в Лиге 2.  Но и в новом клубе тренер использовал Дагба как игрока ротации, предпочитая Поля Жоли на позиции правого защитника.
В сентябре 2024 года подписал контракт с бельгийским «Беерсхотом», занимающим последнее место в Бельгийской Про-лиге.

## Личная жизнь
Дагба родился во Франции в семье бенинца и француженки. В начале 2019 года к Колину обратился Мишель Дюсюйер, тренер национальной сборной Бенина с предложением выступать за африканскую сборную, однако он отклонил предложение, отдав предпочтение французской сборной.

## Достижения
«Пари Сен-Жермен»
- Чемпион Франции (3): 2018/19, 2020/21, 2021/22
- Обладатель Кубка Франции (2): 2019/20, 2020/21
- Обладатель Кубка французской лиги: 2019/20
- Обладатель Суперкубка Франции (2): 2018, 2019